# Bailo

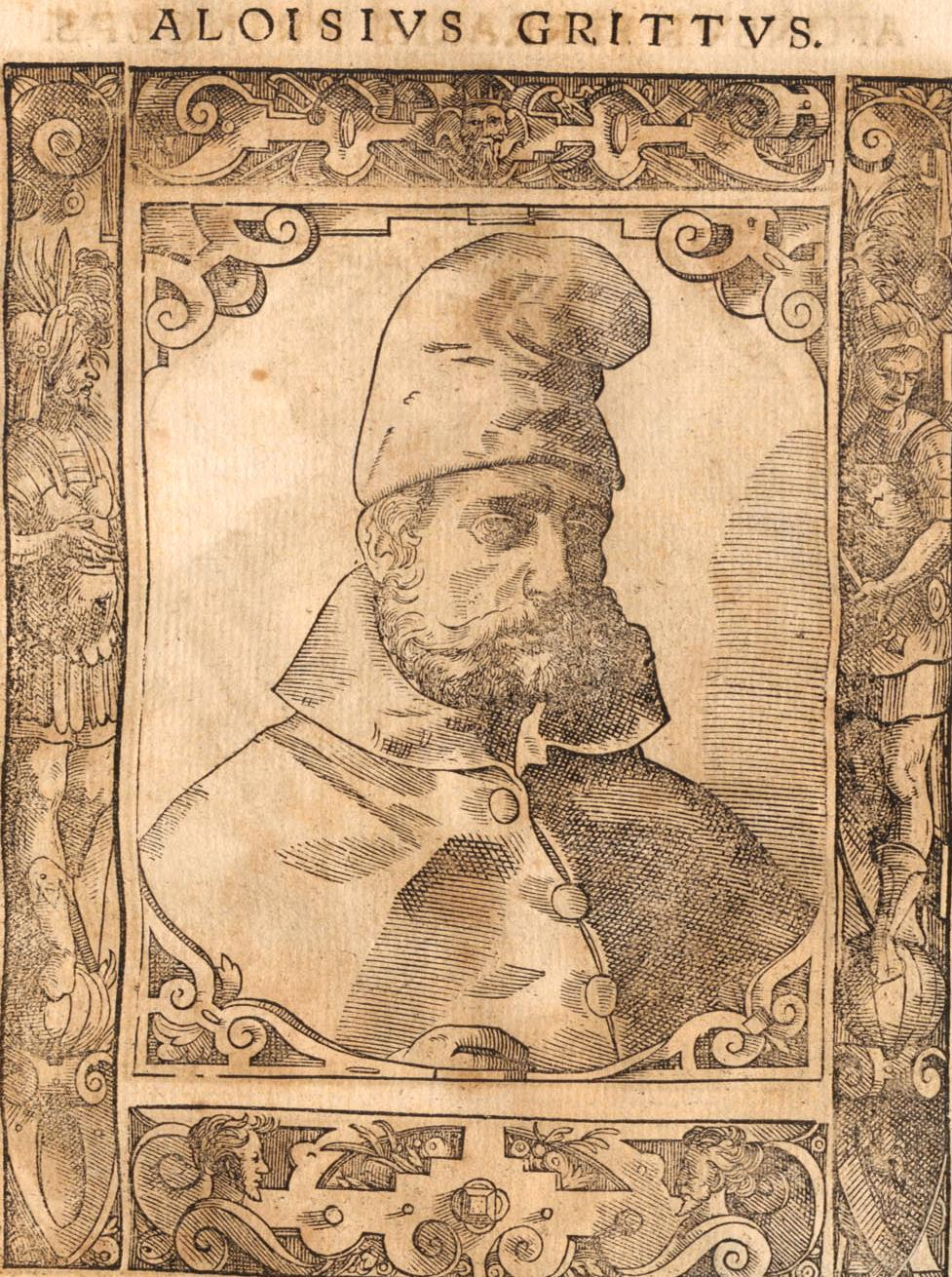
Lodovico Gritti, Benátský bailo v Konstantinopoli za vlády sultána Beyazita II.

Bailo (jed.č. baili / množ.č. bailos) byl Benátským diplomatem v Konstantinopoli kolem roku 1454.
Traumatický výsledek benátsko-tureckých válek ukázal Osmanské říši, že k udržení a obhájení své pozice ve východním Středozemí se bude muset spoléhat především na diplomatické a politické prostředky než na útočné vojenské úsilí. Bailo byl nejen Benátským politickým vyslancem, ale i zahraničním ambasadorem. Jeho úkolem bylo udržení dobrých vtahů mezi sultánem (Byzancií, a později i Osmanskou vládou) a Benátskou vládou. Zároveň reprezentoval a chránil Benátské politické zájmy, řešil jakékoliv neshody mezi Osmany a Benátčany.

## Etymologie
Stejně jako anglické slovíčko "bailiff" (česky: soudní vykonavatel), tak i benátské slovíčko bailo pochází z latinského "bailus", což původně znamenalo "posel".